# Атлетико (футбольный клуб, Рим)
«Атлетико» — бывший итальянский футбольный клуб из Рима, выступавший в Первом дивизионе Лиги Про (бывш. Серия С1), третьем по силе дивизионе чемпионата Италии. Основан в 2004 году, путём слияния команд «Лодижиани» и «Чиско», при этом на эмблеме клуба указан 1972 год, год основания клуба «Лодижиани». Домашние матчи проводил на арене «Стадио Фламинио», вмещающем 32 000 зрителей. «Атлетико» никогда в своей истории не поднимался в Серию А, и в Серию Б, сезон 2010-11 стал дебютным для клуба в Первом дивизионе Лиги Про.
19 июля 2011 года исключён из чемпионата Италии Федеральным советом FIGC. На следующий день клуб подал апелляцию в Федерацию Футбола Италии для участия в Первом дивизионе Лиги Про, однако 25 июля она была отклонена.

## Известные игроки и воспитанники
В предшественнике «Атлетико» клубе «Лодижиани» начинали карьеру или играли многие звёзды итальянского футбола:
- Луиджи Аполлони
- Паоло Ди Канио
- Давид Ди Микеле
- Антонио Кандрева
- Эмилиано Моретти
- Лука Тони
- Франческо Тотти
- Фабио Фирмани
- Валерио Фьори